# Бурачок носатий
Бурачок носатий (Alyssum rostratum) — вид рослин з родини капустяних (Brassicaceae), поширений у південно-східній і східній Європі та в Казахстані.

## Опис
Дворічна рослина 20–60 см заввишки. Суцвіття — проста кисть або волотисте розгалужене, при плодах подовжується до 20 см. Стручочки на косо вгору спрямовані тонких плодоножок, еліптичні або широко-еліптичні, 2.7–5.5 мм завдовжки, із стовпчиком 1.4–3.7 мм завдовжки. Насіння 1.3–2.3 мм завдовжки, при зволоженні слабо ослизняются.

## Поширення
Поширений у південно-східній і східній Європі та в Казахстані.
В Україні вид зростає на відслоненнях вапняків, пісковиків і гранітів — на Дніпровсько-Приазовському кристалічному кряжі; у Лісостепу і Степу.